# Tetrastes
Tetrastes és un gènere d'ocells de la subfamília dels tetraonins (Tetraoninae), dins la família dels fasiànids (Phasianidae), que habita als boscos de coníferes i mixtes d'Euràsia Septentrional. S'han ubicat al gènere Bonasa.

## Llistat d'espècies
S'han descrit dues espècies dins aquest gènere:
- Grèvol comú (Tetrastes bonasia o Bonasa bonasia).
- Grèvol de la Xina (Tetrastes sewerzowi o Bonasa sewerzowi).

En la classificació de Clements 6a edició (2009), aquestes dues espècies s'inclouen al gènere Bonasa.